# Maxime Machenaud
Maxime Machenaud (Burdeos, 30 de diciembre de 1988) es un jugador francés de rugby que se desempeña como medio scrum.

## Carrera
Comenzó su carrera profesional con el club Bordeaux Bègles en 2007 disputando el Pro D2 y jugó hasta 2010 cuando fue transferido, para reforzar al recién ascendido SU Agen en el Top 14 2010–11, por dos temporadas. En 2012 se unió al Racing 92, continúa en él desde entonces y es titular del equipo.

## Selección nacional
Fue convocado a Les Bleus por primera vez en junio de 2012 para enfrentar a los Pumas y en este partido contribuyó a la goleada francesa con su por ahora, único try con su seleccionado. Desde entonces ha jugado 32 partidos y marcado 105 puntos.

## Palmarés
- Campeón del Top 14 2015–16.